# Fort bij Rijnauwen

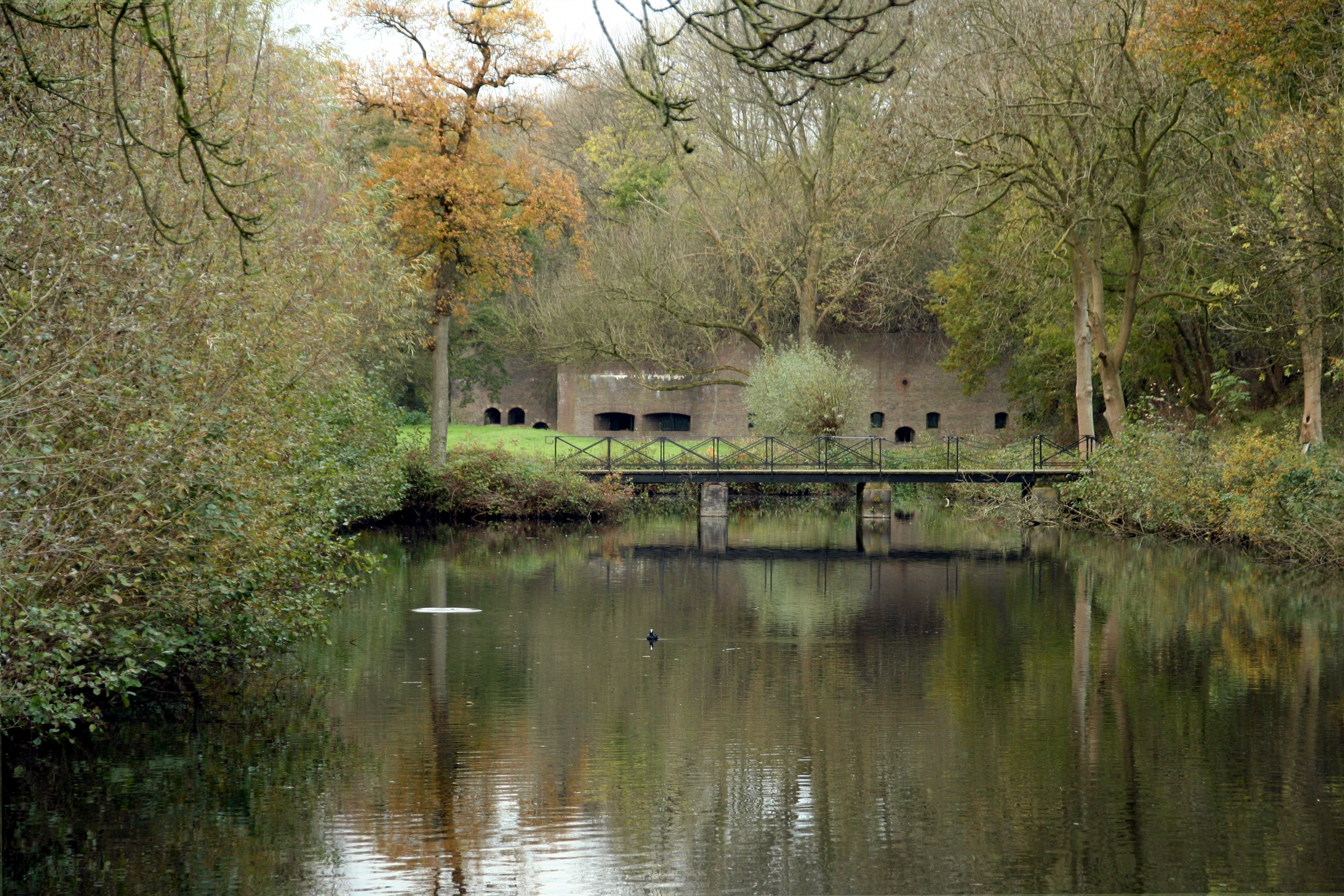
Fort bij Rijnauwen vanaf de Vossegatsedijk.

Fort bij Rijnauwen is een Nederlands fort bij de buurtschap Rhijnauwen in de gemeente Bunnik. Het maakt deel uit van de Nieuwe Hollandse Waterlinie (NHW).

## Beschrijving, functie en bewapening
Met een oppervlakte van 32 hectare is dit het grootste fort van de NHW. Het werd gebouwd in 1867-1869 als deel van de vooruitgeschoven linieforten bij Utrecht. Deze vooruitgeschoven linie diende ter afsluiting van de Houtense Vlakte. Dit gebied is wat hoger gelegen dan de omgeving en kon daardoor niet volledig geïnundeerd worden.
Het fort lag verder van de stad naar het oosten. Het diende om artillerieaanvallen op verder naar achter gelegen werken en de stad te voorkomen of te verminderen. Bij een succesvolle vijandelijke aanval werden de terugtrekkende Nederlandse troepen in het fort opgenomen. Na een hergroepering was een eventueel Nederlands offensief weer mogelijk. Het naburige Fort Vechten had eenzelfde functie.
In december 1868 werd het contract voor de bouw getekend en P.J. Lienders uit Middelburg was de aannemer van het werk. De uitvoeringskosten bedroegen 766.242 gulden en daarbij kwam nog eens 142.338 gulden voor de onteigening van de grond.
Het fort is volgens het moderne polygonale (veelhoekige) stelsel gebouwd. Het voorfront is 360 meter lang en is gericht op de weg tussen Zeist en De Bilt. Het rechterzijfront is 240 meter lang en het linker 195 meter. Het keelfront, of de achterzijde van het fort, is 420 meter lang met een inspringende hoek. Het is voorzien van flankbatterijen en een caponnière waardoor de grachten rondom het fort bestreken konden worden met kartetsgranaten. Deze werden afgeschoten uit gladde houwitsers met een kaliber van 15 cm. De keelgracht (achtergracht) nam men onder vuur met kanonnen die opgesteld waren in het reduit. Bij de bouw had het fort twee toegangspoternes die tijdens de modernisering in 1879 zijn omgebouwd tot wachtgebouw.
Het reduit was een verdedigbaar verdedigingswerk van gemetselde bakstenen. De dikke muren boden de fortbezetting veiligheid wanneer delen van het fort door de vijand waren ingenomen. Het reduit was een soort binnenfort, omgeven door een eigen gracht, van waaruit de vijand in het fort onder vuur kon worden genomen. Het is een vijfhoek met schietgaten in de buitenmuren en een grote middenpoterne. Het reduit kon lange tijd standhouden, het had de beschikking over een eigen keuken, drinkwatervoorziening, legeringslokalen en magazijnen. Volgens de Memorie van Verdediging waren er zowel voor het Reduit als het fort voor 17 dagen noodrantsoenen aanwezig.
Ervaringen in de Frans-Duitse Oorlog van 1870 leidden tot diverse aanpassingen. In 1877 kwam een grote bomvrije kazerne op het fort tussen de flankbatterijen 3 en 4. Deze bood ruimte aan 5 officieren, 10 onderofficieren, 197 manschappen, 35200 kg kruit en 15 m² projectielrak.
Het gehele fort bood ruimte aan een vaste bezetting van 19 officieren, 32 onderofficieren, 515 korporaals en soldaten en één wasvrouw. Op de eerste en tweede verdieping waren magazijnen en kanonremises. Alle gebouwen zijn gemaakt van baksteen en grotendeels aangeaard. Alle verbeteringen hebben zo'n 337.141 gulden gevergd. Bij latere gebouwen is ook voor het eerst kalktrasbeton toegepast dat beter bestand was tegen granaatinslagen.

### Functies
Het fort had de volgende functies:
1. Het grote acces door de inundatielinie gevormd door de Houtensche vlakte te helpen verdedigen;
2. Troepen te ondersteunen, die op het voorterrein stelling hebben genomen en zowel indirect daardoor, ook als rechtstreeks, indien er geen troepen op het voorterrein mochten zijn, de aanvaller te verplichten zijn batterijen verder van Utrecht aan te leggen en in ’t algemeen der insluitingskring groter te maken;
3. Terugtrekkende troepen aan vervolging te onttrekken en in staat te stellen zich te herzamelen;
4. Vuur te brengen op en achter de stukken bos ten westen van De Bilt en zo de aanval op de forten op de Biltstraat en de Voordorpschendijk moeilijker te maken;
5. Het Fort bij Vechten krachtig te flankeren en de aanvalswerken tegen dit fort te helpen bestrijden;
6. Het werk aan den Hoofddijk te flankeren;
7. De overgang van den Kromme Rijn over bestaande of eventueel te maken bruggen voor onze troepen gemakkelijk te maken en daarentegen voor de aanvaller, ten minste benoorden de Rijnspoorweg, te bemoeilijken.

### De bewapening
In 1872 bestond de bewapening uit:
10 Getrokken stalen kanonnen van 15 cm zwaar;
6 Getrokken stalen kanonnen met een kaliber van 12 cm;
7 Getrokken kanonnen van 12 cm Lang, die door getrokken stalen kanonnen van 12 cm zullen worden vervangen;
16 Getrokken kanonnen van 12 cm Kort achterlaad waarvan 4 door getrokken stalen kanonnen 15 cm zullen worden vervangen;
8 Getrokken kanonnen van 8 cm;
12 Gladde kanonnen van 9 cm;
27 houwitsers van 15 cm;
4 mortieren van 29 cm en
10 Coehoornmortieren.
Tijdens de mobilisatie van 1914-1918 werd tussen het fort bij Rijnauwen en het naburige Fort bij Vechten een rij betonnen groepsschuilplaatsen aangelegd. Deze zijn nog steeds te zien in het landschap tussen De Uithof en Bunnik. In 1939 werd het fort nog eenmaal gemoderniseerd door het uit te rusten met een koepelkazemat type G en enkele groepsschuilplaatsen van het type piramide. Hiervan ligt er een op het fort links achter de G-kazemat. De overige liggen op het glacis een ervan is nog niet voorzien van een dak.

## Executies

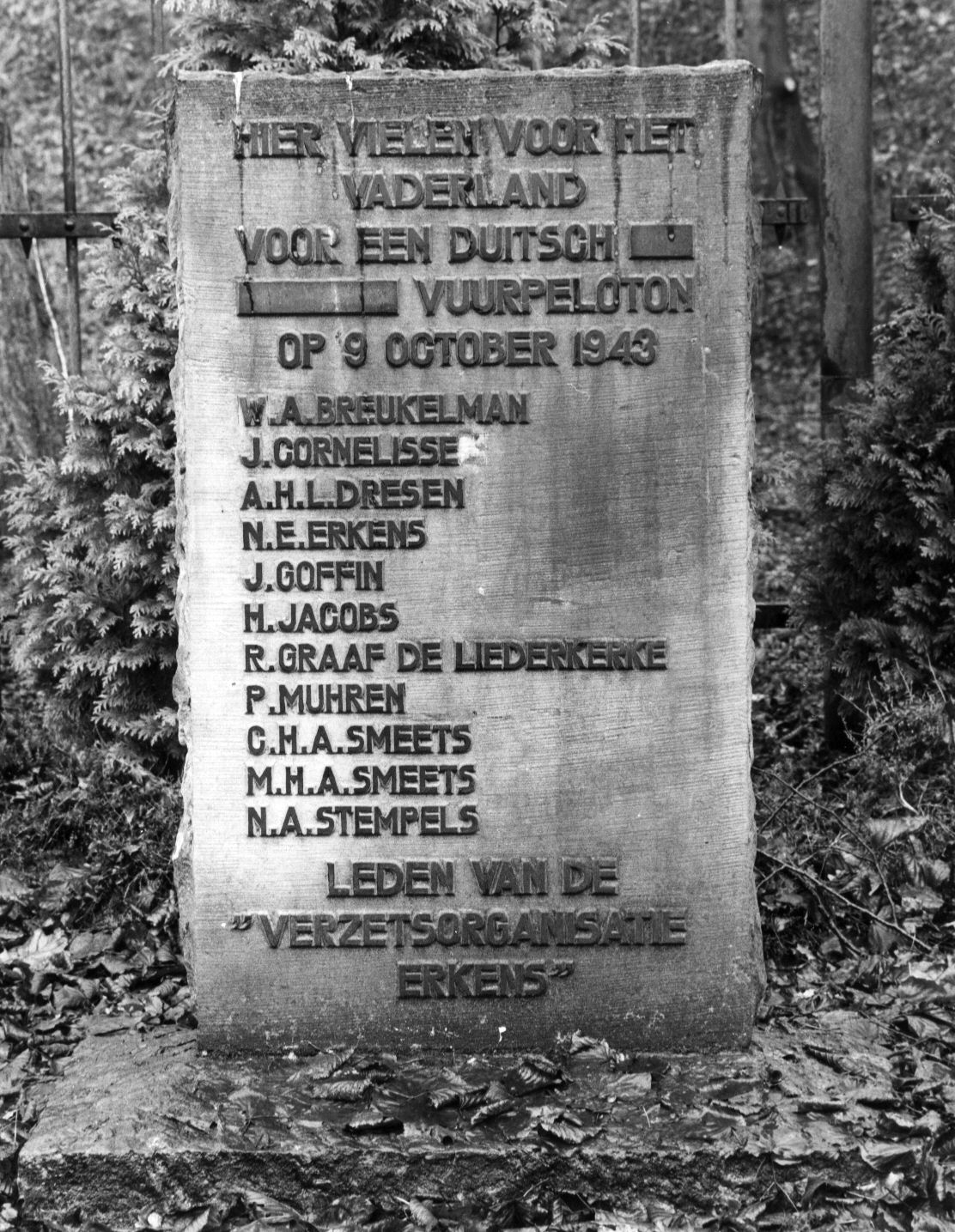
Gedenksteen voor de groep Erkens op de fusilladeplaats op het Fort Rijnauwen bij Bunnik

Gedurende de Tweede Wereldoorlog werd het fort door de Duitsers gebruikt als munitieopslagplaats. Vanaf 1942 executeerden zij er Nederlandse en Belgische verzetsstrijders, waaronder op 9 oktober 1943 elf leden van de verzetsorganisatie Erkens. Het totaal aantal geëxecuteerden is onbekend; schattingen lopen uiteen van 250 tot 500 slachtoffers. Van 54 personen is de naam achterhaald en voor hen zijn gedenkstenen geplaatst.
Bij het monument hoort een klok. Deze wordt geluid als tijdens de dodenherdenking op 4 mei een stille tocht gelopen wordt van de Ridderhofstad naar het monument. Deze klok is opgehangen in een klokkenstoel waarin een stuk symboliek is verwerkt. De klokkenstoel heeft vier hoekpalen met verschillende lengtes. Dit als symbool voor de verschillende leeftijden van de gefusilleerden. Ook zijn de palen niet mooi recht afgewerkt. Zij hebben een ruw (rauw) uiteinde net zoals hun dood een rauw einde van hun leven betekende.

## Munitie-opslag
In mei 1945 werden het fort en de omgeving bevrijd door de Canadezen. Op het fort lagen grote hoeveelheden Duitse munitie en wapens opgeslagen. Uit verveling experimenteerden Canadese soldaten met die wapens. In het rechterachterbastion van het reduit veroorzaakten zij zo een explosie.
Lange tijd werd gedacht dat deze explosie de forse scheuren in het dak en de vloeren had veroorzaakt, maar uit onderzoek in 2018 en uit correspondentie tussen twee Genieafdelingen bleek dit onjuist. De beschadigingen zijn veroorzaakt door zetting en verzakking die waarschijnlijk is veroorzaakt door een oude (watervoerende) meander van de Rijn. Al twee jaar na de bouw begon het rechterachterbastion te verzakken en ontstonden er scheuren. Men heeft, in een poging dit te verhelpen, takkenbossen geplaatst in de gracht en een deel van de aarden dekking van het bastion verwijderd en de kroonrand ca. 1 meter verlaagd.
Het fort bleef na het vertrek van de Canadezen in gebruik bij Defensie voor de opslag van munitie. Op 12 juni 1967 was het indirect betrokken bij een grote explosie aan de Kernkade van Utrecht. Op het fort was de 421 Regionale Munitie Werkplaats ondergebracht. Hier werd munitie onklaar gemaakt en vervolgens met vrachtwagens naar een binnenvaartschip aan de Kernkade getransporteerd. Rond het middaguur werd in het laadruim van een schip een brand opgemerkt in een van de munitiekisten uit de vrachtwagens. Pogingen om de brand te blussen mislukten en korte tijd later vond een zware explosie plaats. Twee burgers kwamen hierbij om het leven en zo’n 140 personen raakten gewond. De materiële schade aan het schip en omliggende gebouwen was groot. Uit onderzoek bleek dat alle procedures waren gevolgd en dat waarschijnlijk een brandhandgranaat tijdens het transport naar het schip defect is geraakt.

## Huidige bestemming
In 1975 werd het beheer van het fortterrein overgenomen door Staatsbosbeheer. In de zomermaanden, van 1 april tot eind september, worden er rondleidingen gegeven.

## Omgeving
Het naburige Theehuis Rhijnauwen, ook wel bekend als het 'Pannekoekenhuis', is geheel uit hout opgetrokken omdat het destijds gebouwd is binnen de verboden kringen van het fort.

## Naslagwerken
- Dirk de Groot, Hollandse Waterlinie Erfgoedreeks: Fort bij Rijnauwen (2014?), Stokerkade cultuurhistorische uitgeverij, Amsterdam
- D.C. Leegwater, Fort bij Rijnauwen: van artilleriesteunpunt tot infanteriesteunpunt, Walburg Pers, Zutphen (1995), ISBN 9789060119549
- Arie van der Gaag, Fort bij Rijnauwen: Middelpunt van de Nieuwe Hollandse Waterlinie, Henk Reinders, Bunnik (1990), ISBN 9072507045